# Xã Honey Creek, Quận Delaware, Iowa
Xã Honey Creek (tiếng Anh: Honey Creek Township) là một xã thuộc quận Delaware, tiểu bang Iowa, Hoa Kỳ. Năm 2010, dân số của xã này là 1.009 người.